# Grand'Anse (Haïti)
Pour les articles homonymes, voir Grand Anse.
Le département de Grand'Anse (en créole haïtien : Grandans ou Grantans) est l'un des dix départements d'Haïti. Situé dans la partie nord-ouest de la Péninsule de Tiburon, sa superficie est de 1 912 km2 (à la suite du redécoupage de l'ancien département en Grand'Anse et Nippes) et on estime sa population à 468 301 habitants (recensement par estimation de 2015).

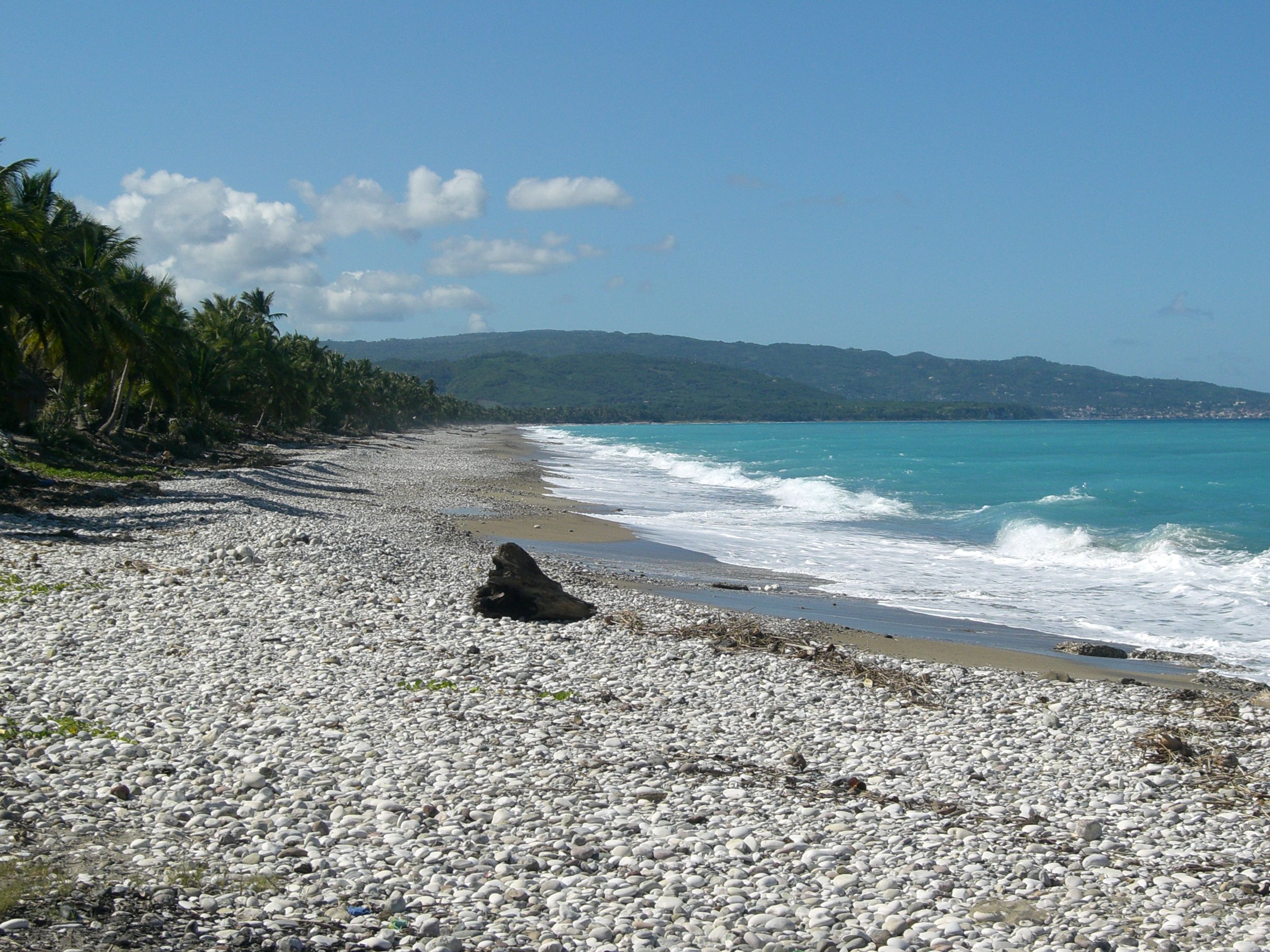
Gommier, Haiti

## Divisions administratives
Le département de la Grand'Anse est divisé en 3 arrondissements et 15 communes :
- Arrondissement d'Anse-d'Ainault (04 communes) : 
  1. Anse-d'Ainault
  2. Dame-Marie
  3. Les Irois
  4. Île de la Navasse (inhabité, 2008).
- Arrondissement de Corail (05 communes) :
  1. Corail
  2. Roseaux
  3. Beaumont
  4. Pestel
  5. Les Îles Cayemites
- Arrondissement de Jérémie (06 communes) :
  1. Jérémie
  2. Marfranc
  3. Moron
  4. Chambellan
  5. Abricots
  6. Trou-Bonbon

## Production
Les principales productions agricoles de la région jérémienne sont le café, le cacao, la figue-banane, l’arbre à pain, l’arbre véritable et le vétiver. Les activités industrielles se concentrent sur la production du miel, de la cire d’abeille, de l’alcool et sur la préparation des peaux de bœufs et de chèvres. La pêche se classe parmi les activités économiques les plus intenses de la zone.
Sur ce territoire fertilisé par l’abondance des pluies, s’épanouit une grande variété d’arbres fruitiers. En ce qui concerne la mangue, on n’en compte pas moins de 22 espèces différentes, et parmi les plus renommées, la saraphine, le zabricot, la cannelle et le camphre. L’igname de France, le couche-couche, le beurre frais, le fromage à la crème, le sirop miel sont excellents. Le « konparet », la friandise spécifique de la Grand’ Anse, est apprécié de tous.

## Lieux historiques et touristiques
- Le fort Marfranc, près de Jérémie, fut construit pour défendre Haïti contre un retour possible des Français.
- L'habitation Madère à Latibolière, lieu où naquit l'illustre général Thomas Alexandre Dumas, père de l’écrivain Alexandre Dumas auteur de Les Trois Mousquetaires et de Le Comte de Monte-Cristo et le grand-père de l’écrivain Alexandre Dumas fils auteur de La Dame aux camélias.
- Forêts de mangroves et de coraux marins à Corail et Pestel, petits villages de pêcheurs, qui se partagent les 59 ilots, communément appelés Les Iles Cayemittes
- Situé à Numéro 2, non de l'aérogare, on peut se recueillir sur le Monument rendant hommage aux victimes du tristement célèbre Massacre des Vêpres jérémiennes, commandité par le dictateur François Duvalier pour punir les familles des militants qui ont pris part au débarquement du commando Jeune Haïti et les paysans qui les ont soutenus
- Parc national de Macaya, réserve de la biosphère par l'UNESCO en 2016, située à 2347 m d'altitude dans le massif de la Hotte
- Voute Laforest, grotte élevée en arcades à 45 pieds de haut, ou se profilent de bizarres stalactiques et stalagmites
- Anse d'Azur, impressionnante plage dans une crique verdoyante à Jérémie
- Centre historique de la ville de Jérémie, patrimoine architectural unique d'Haïti comprenant, entre autres l'Eglise Méthodiste d'Haiti (1850), la Cathédrale Saint-Louis-Roi-de-France de Jérémie (1870) et l'ancienne Ecole des Frères (1870)[3].

## Personnages célèbres
- Jean-Baptiste Perrier (en), dit Goman, un ancien esclave devenu Comte du Royaume d'Haïti, qui a mené une révolte paysanne en Haïti entre 1807 et 1820 pour venger l'assassinat de l'empereur Jean-Jacques Dessalines et exiger une meilleure répartition des richesses entre les Noirs et les Mulatres
- François Denys Légitime, homme politique, Général de l'Armée et 16e président d'Haïti (16 décembre 1888 - 22 aout 1889), il est aussi membre fondateur de la Société d'Histoire et de Géographie d'Haïti (SHGH)
- Marcel Numa et Louis Drouin [4], militants du groupe des 13 de Jeune Haïti, qui furent fusillés par les François Duvalier pour dissuader les jeunes de prendre les armes contre sa dictature
- Etzer Vilaire, poète, avocat, enseignant, l'un des chefs de file du Mouvement Eclectique de la Génération de la Ronde, il est le premier auteur Caraïbéen dont l'œuvre a été couronné par l'Académie Française
- Émile Roumer, célèbre poète indigéniste Haïtien, auteur de Marabout de mon cœur
- Jean-Fernand Brierre, poète, romancier, dramaturge et diplomate Haïtien, chantre de la Négritude et de l'Humanisme, il s'exila au Sénégal sur invitation de Léopold Sédar Senghor
- René Philoctète, poète, romancier, dramaturge et enseignant, fondateur du mouvement littéraire Spiralisme avec Frankétienne et Jean-Claude Fignolé
- Jean-Claude Fignolé, romancier, critique littéraire et fondateur du mouvement littéraire Spiralisme avec Frankétienne et René Philoctète ; il fut maire de la ville des Abricots et fondateur de l'Association des Maires de la Grand'Anse (AMAGA)
- Josaphat-Robert Large, poète, romancier, journaliste, comédien et photographe, Prix littéraire des Caraïbes en 2003 pour Les Terres entourées de larmes, il fut aussi membre de la Société des gens de lettres de France et du PEN Club America
- Syto Cavé, poète, parolier, dramaturge, comédien, membre fondateur de nombreuses troupes, dont Kouidor avec, entre autres acteurs, Hervé Denis et Josaphat-Robert Large, l'Atelier des Arts et Spectacles (ADASA) avec, entre autres Lyonel Trouillot, Compagnie Vigie avec la célèbre Toto Bissainthe. Il est le père d'Alan Cavé, célèbre chanteur du groupe Zen
- Paul Laraque, poète et militant politique, Prix Casa de las Americas 1979
- Claude C. Pierre, poète, sémiologue, éditeur et membre de l'Akademi Kreyol Asyisyen (AKA), son œuvre a été couronnée par de nombreux prix littéraires au Canada comme en Haïti